# Élections législatives tunisiennes de 1979
 (octobre 2019).
Si vous disposez d'ouvrages ou d'articles de référence ou si vous connaissez des sites web de qualité traitant du thème abordé ici, merci de compléter l'article en donnant les références utiles à sa vérifiabilité et en les liant à la section « Notes et références ».
Les élections législatives tunisiennes de 1979, les cinquièmes à se tenir en Tunisie, sont organisées le 4 novembre 1979. Les listes présentées par le pouvoir obtiennent la totalité des sièges.

## Résultat
Les 121 sièges du parlement vont aux listes du Parti socialiste destourien.
| Partis                      | Suffrages exprimés | Pourcentages | Nombre de sièges |
| --------------------------- | ------------------ | ------------ | ---------------- |
| Parti socialiste destourien | 7 535 601          | 100 %        | 121              |
| Total des votants           | 7 535 601          | 7 535 601    | 7 535 601        |
| Total de l'électorat        | 9 756 211          | 9 756 211    | 9 756 211        |
| Taux de participation       | 80,55 %            | 80,55 %      | 80,55 %          |